# Châteaubriant
Châteaubriant (en gal·ló Châtiaoberiant) és un municipi francès del departament del Loira Atlàntic, a la regió del País del Loira.

## Geografia
Châteaubriant és situada al nord del departament, a 55 km al sud de Rennes i a 70 km al nord de Nantes. Limita amb Rougé al nord-oest, Saint-Aubin-des-Châteaux, Louisfert, Erbray i Soudan. La comuna és part de la comunitat de comunes Châteaubriant-Derval.

Situació del municipi de Châteaubriant al departament

## Demografia
| Evolució de la població Cassini i INSEE |       |       |       |       |      |       |       |       |
| 1793                                    | 1800  | 1806  | 1821  | 1831  | 1836 | 1841  | 1846  | 1851  |
| 3 324                                   | 3 049 | 2 768 | 3 274 | 3 709 | -    | 3 732 | 3 867 | 4 064 |

| 1856  | 1861  | 1866  | 1872  | 1876  | 1881  | 1886  | 1891  | 1896  |
| ----- | ----- | ----- | ----- | ----- | ----- | ----- | ----- | ----- |
| 4 287 | 4 636 | 4 834 | 5 111 | 5 228 | 5 564 | 6 177 | 6 523 | 7 001 |

| 1901  | 1906  | 1911  | 1921  | 1926  | 1931  | 1936  | 1946  | 1954  |
| ----- | ----- | ----- | ----- | ----- | ----- | ----- | ----- | ----- |
| 7 234 | 7 169 | 7 479 | 7 692 | 7 989 | 8 112 | 8 271 | 9 276 | 9 284 |

| 1962   | 1968   | 1975   | 1982   | 1990   | 1999   | 2006 | 2011 | 2016 |
| ------ | ------ | ------ | ------ | ------ | ------ | ---- | ---- | ---- |
| 10 852 | 11 986 | 13 231 | 14 023 | 12 783 | 12 065 | -    | -    | -    |

| 2019 | - | - | - | - | - | - | - | - |
| ---- | - | - | - | - | - | - | - | - |
| -    | - | - | - | - | - | - | - | - |

## Administració
| Període   | Identitat     | Partit |
| --------- | ------------- | ------ |
| 1989-2001 | Martine Buron | PS     |
| 2001-     | Alain Hunault | LR     |

## Personatges il·lustres
- Jakez Riou, escriptor bretó, va morir a Châteaubriant.
- Guy Môquet, militant comunista afusellat pels nazis a Châteaubriant.

## Agermanaments
- Radevormwald (Rin del Nord-Westfàlia)
- Athlone (Comtat de Westmeath)
- Tigzirt
- Brabova

## Galeria d'imatges

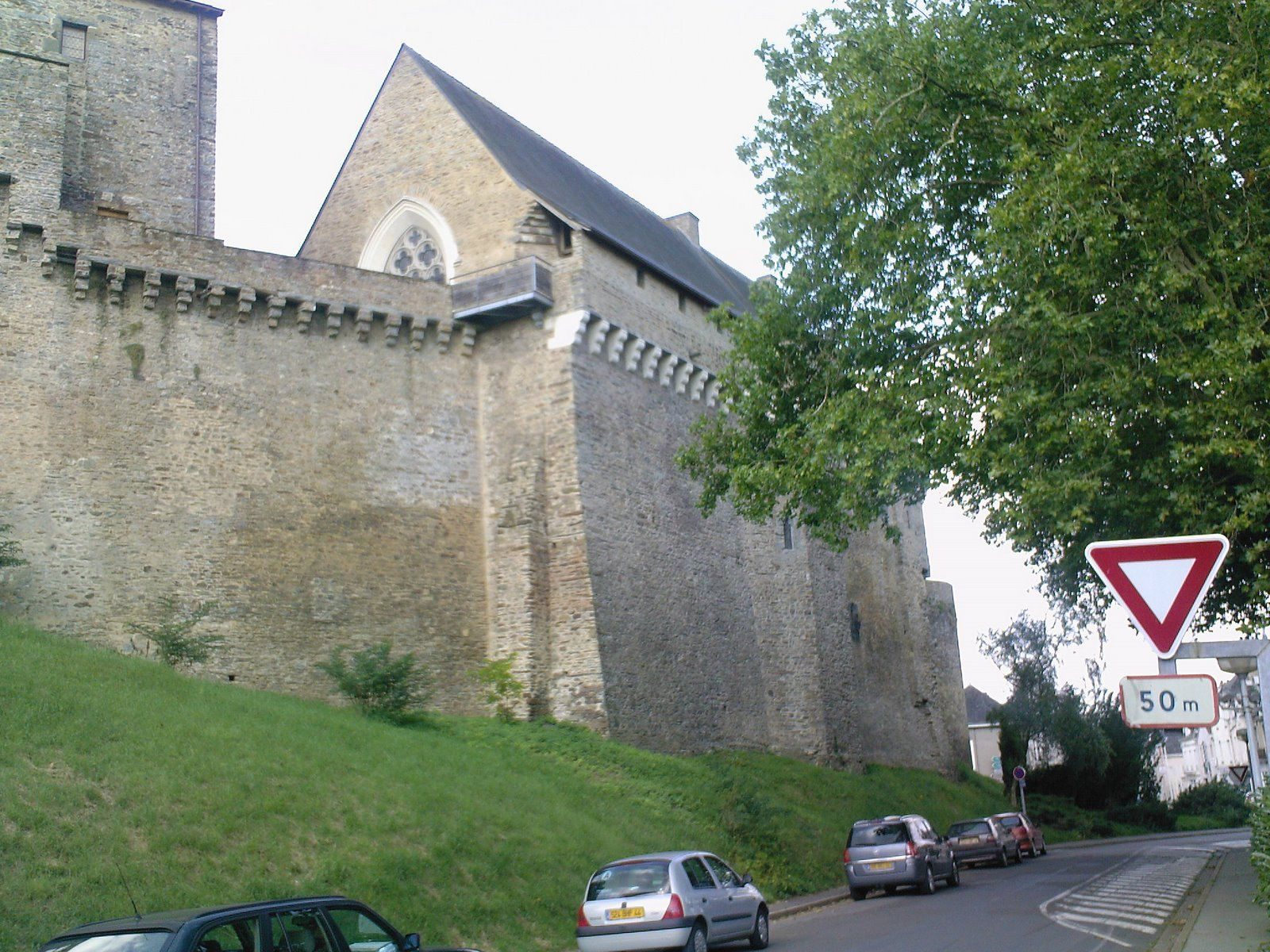
Castell
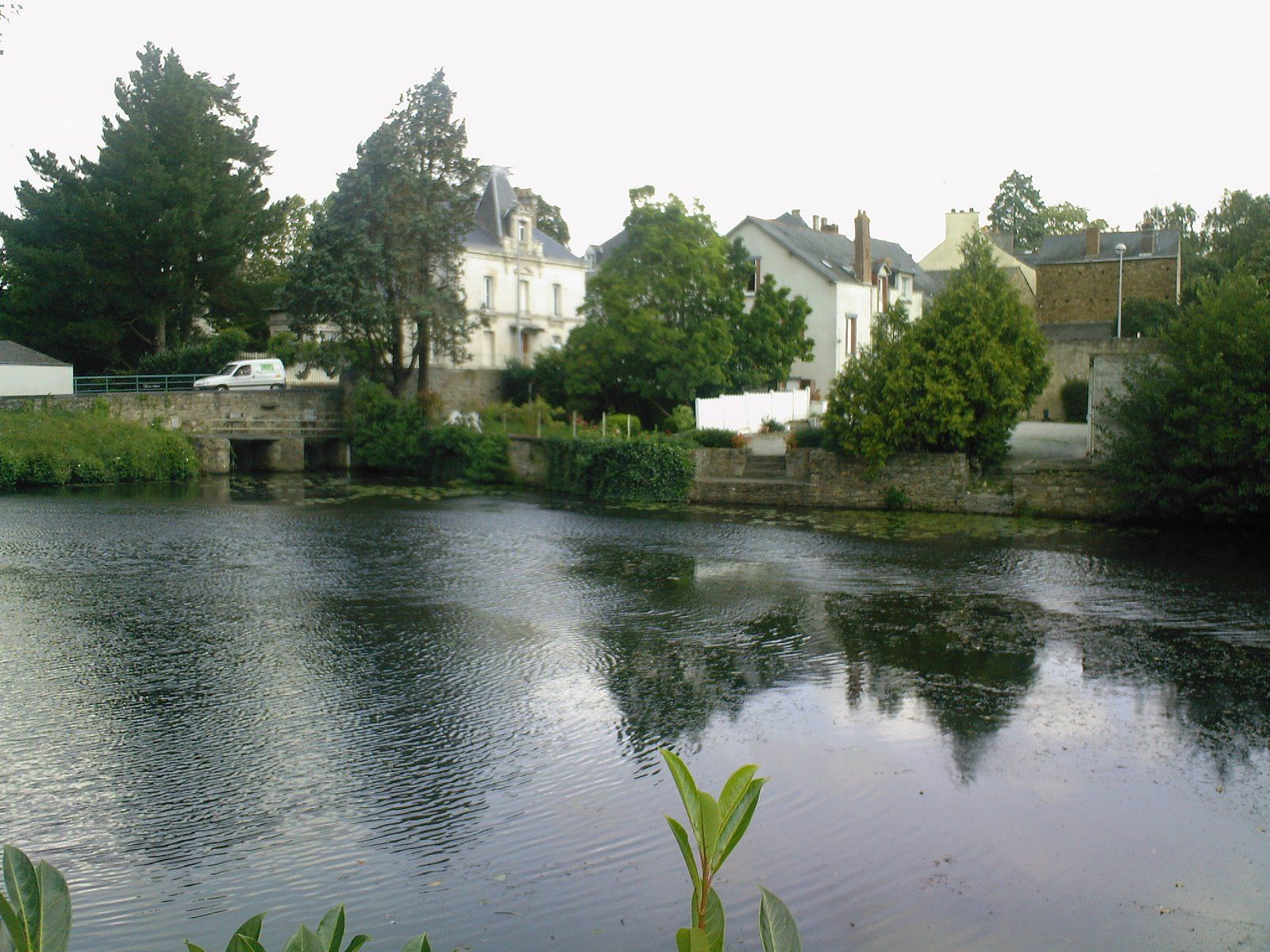
Estany de la Torche
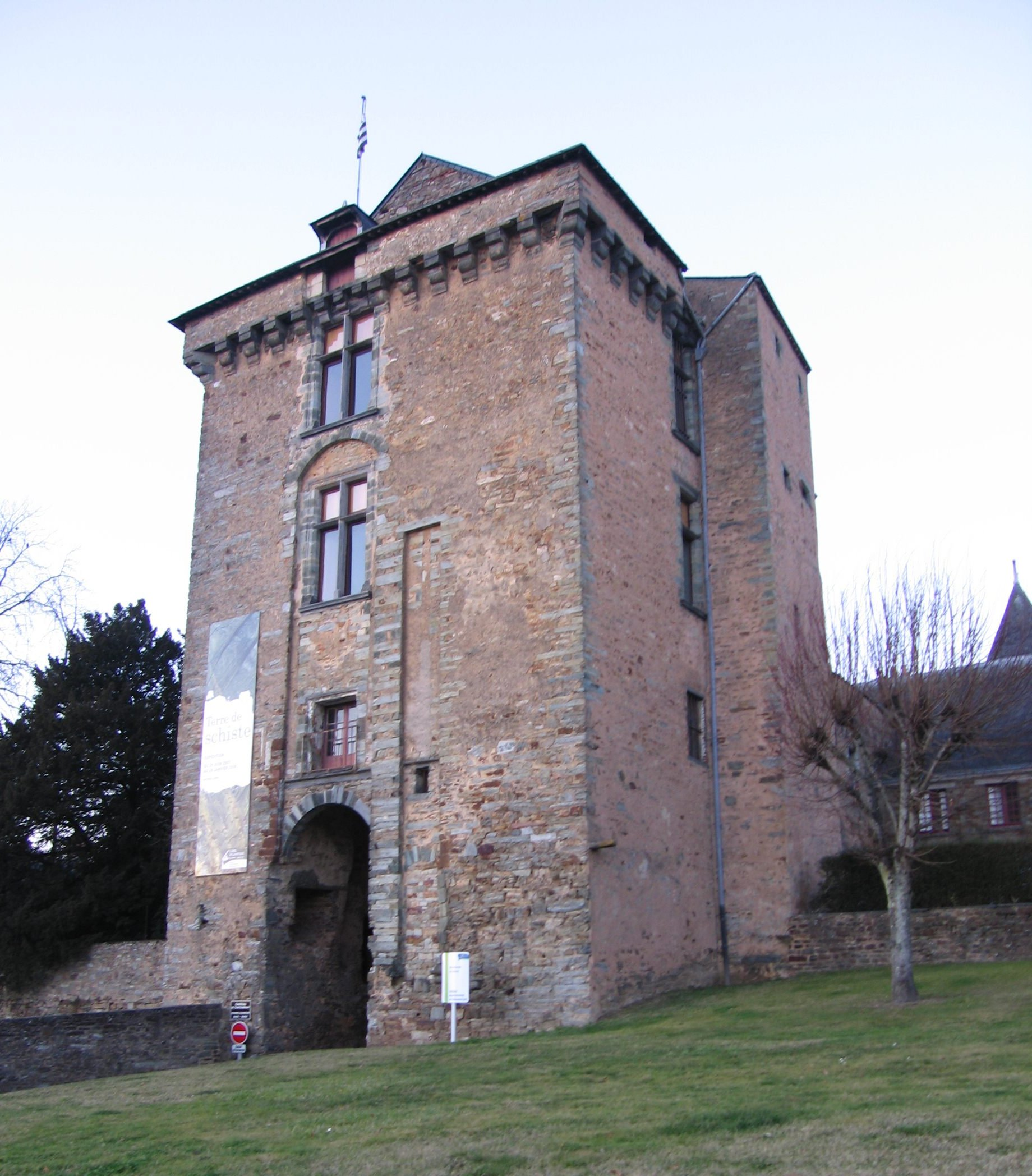
Pavelló dels Camps